# Галуњано (Лече)
Галуњано (итал. Galugnano) је насеље у Италији у округу Лече, региону Апулија.
Према процени из 2011. у насељу је живело 1060 становника. Насеље се налази на надморској висини од 84 м.